# Old Henry
Old Henry ist ein Western von Potsy Ponciroli, der im September 2021 bei den Internationalen Festspielen von Venedig seine Premiere feierte und am 1. Oktober 2021 in die US-Kinos kam.

## Handlung
Der amerikanische Westen um 1900. Henry McCarty hat seine Frau bereits vor zehn Jahren zu Grabe getragen und lebt mit seinem 15-jährigen Sohn Wyatt auf einer einsamen Farm im Oklahoma-Territorium. Der Alltag ist anstrengend, doch in der abgelegenen Gegend haben sie ihre Ruhe.
Eines Tages taucht ein Pferd mit blutverschmiertem Sattel, aber ohne Reiter bei ihnen auf. Henry macht sich auf den Weg, um den Besitzer ausfindig zu machen, und entdeckt einen schwer verletzten Mann, der eine große Menge Geld in einer Ledertasche bei sich hat. Erst will er wieder wegreiten, dann aber packt er den Bewusstlosen auf sein Pferd und bringt ihn zu seinem Gehöft. Das Geld und die Pistole des Verwundeten versteckt er in seinem Schrank. 
Curry, so der Name des Mannes, behauptet, er sei ein Sheriff, der von Banditen überfallen wurde. Als drei Männer mit Sheriffstern bei ihm auftauchen und sich nach einem verletzten Mann erkundigen, leugnet Henry, diesen gesehen zu haben. Es kommt zu wachsenden Spannungen, und schließlich kann Henry dem Konflikt nicht mehr aus dem Weg gehen. Wyatt verübelt seinem Vater jedoch, dass dieser ihn aus der Auseinandersetzung heraushält und ihm verbietet, eine Waffe zu benutzen. 
Um mehr über McCarty herauszubekommen, suchen zwei der drei Männer dessen Schwager Al auf, der auf einer Nachbarfarm lebt, und foltern ihn. Sie bringen ihn als Geisel zu McCartys Haus, um ihn gegen Curry einzutauschen. Bevor sie Al vor McCartys Augen ermorden, warnt dieser die Gangster, sie wüssten nicht, mit wem sie es zu tun haben. Curry wird angeschossen. Als Henry daraufhin erstmals seinen alten Revolvergurt anlegt, erklärt Curry, er habe es die ganze Zeit geahnt, doch nun sei er sicher: Henry ist in Wahrheit Billy the Kid. Tatsächlich kann Henry alle Gangster, darunter auch ihren Anführer Ketchum, im Alleingang töten.
Als Henry bzw. Billy ins Haus zurückkehrt, um sich um Curry zu kümmern, und dabei ein Brandmal der Gangster bei Curry entdeckt, schießt dieser heimtückisch auf ihn, um zu vertuschen, dass er selbst ein korrupter Sheriff ist, und um als der Mann berühmt zu werden, der Billy the Kid getötet hat. Doch bevor er den finalen Schuss abgeben kann, wird Curry von Wyatt erschossen. Dieser versöhnt sich mit seinem sterbenden Vater, begräbt ihn und verlässt mit der Beute die Farm.

## Produktion

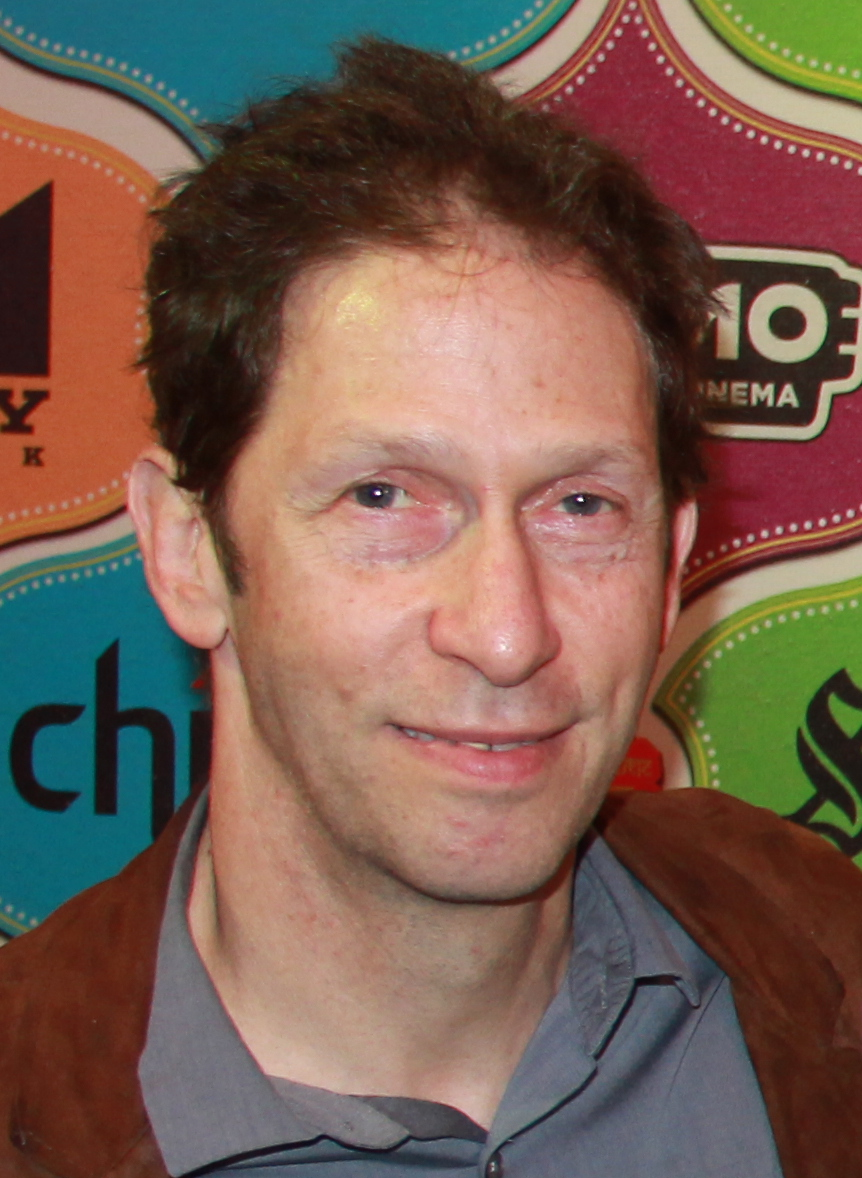
Tim Blake Nelson spielt in der Titelrolle Henry McCarty

Regie führte Potsy Ponciroli, der auch das Drehbuch schrieb. Es handelt sich nach der Filmkomödie Super Zeroes (2012) um seinen zweiten Film als Regisseur; bekannt wurde auch seine Musik-Dokumentation Colt Ford von 2014. Den 2021er Horror-Thriller Howard's Mill produzierte Ponciroli.
Tim Blake Nelson spielt in der Titelrolle Henry McCarty. Auch sein vorheriger Film war ein Western. Er spielte in The Ballad of Buster Scruggs der Coen-Brüder aus dem Jahr 2018 in der Titelrolle einen singenden Cowboy. Gavin Lewis spielt Henrys Sohn Wyatt, Scott Haze den verletzten Curry. Stephen Dorff spielt Ketchum. Begleitet wird er bei seiner Suche von seinem „Hilfssheriff“ Dugan, gespielt von Richard Speight Jr., und von einem ebenfalls als Hilfssheriff getarnten mexikanischen Fährtenleser namens Stilwell, gespielt von Max Arciniega. Der Country-Musiker Trace Adkins spielt in einer Nebenrolle Onkel Al.
Gedreht wurde im Grasland von Waterford, Tennessee. Als Kameramann fungierte John Matysiak. Das Szenenbild schuf Max Biscoes.
Die Filmmusik stammt von dem in Nashville lebenden Multiinstrumentalisten Jordan Lehning, der vorwiegend mit Streichern arbeitete. Ein Soundtrack-Album mit sieben Songs aus dem Film von Eddie Montgomery, Bryan Martin, Jeremy McComb, FieldHand, Grace Rembinski und Llyod Carter wurde zum US-Kinostart von Average Joes Entertainment als Download veröffentlicht. Ein weiteres Album mit 27 Stücken aus der Filmmusik wurde Mitte Oktober 2021 veröffentlicht.
Die erste Vorstellung erfolgte am 7. September 2021 bei den Internationalen Festspielen von Venedig. Am 1. Oktober 2021 kam der Film in ausgewählte US-Kinos. Am 26. Mai 2022 wurde der Film in Deutschland auf DVD und als Blu-ray veröffentlicht.

## Rezeption

### Kritiken
Von den bei Rotten Tomatoes aufgeführten Kritiken sind bislang 94 Prozent positiv bei einer durchschnittlichen Bewertung mit 7,6 der möglichen 10 Punkte, womit er aus den 22. Annual Golden Tomato Awards als Zweitplatzierter in der Kategorie „Action & Adventure Movies“ der Filme des Jahres 2021 hervorging.
Thomas Schultze von Blickpunkt:Film schreibt in seiner Kritik, der Film sei packend, spannend und einnehmend und hole aus einer ganz simplen Prämisse mehr heraus, als man diesem mit bescheidenen Mitteln produzierten Western zutrauen würde. Potsy Ponciroli variiere dabei bekannte Versatzstücke nicht einfach, setze sie ganz gezielt in eine Art Dialog mit bekannteren Beiträgen des Genres, besonders Erbarmungslos von Clint Eastwood, aber auch Die Ermordung des Jesse James durch den Feigling Robert Ford von Andrew Dominik und No Country for Old Men von den Coen-Brüdern. Dass der Film dennoch erfrischend und packend ist, sei nicht nur der ökonomischen Erzählung zu verdanken, sondern auch den souveränen Schauspielern. Allen voran sei Tim Blake Nelson großartig als Mann, der die finstere Seite seines Herzens für seinen Sohn verschlossen hält, aber jederzeit in der Lage ist, einen „Höllensturm“ zu entfesseln, und Stephen Dorff stehe ihm kaum nach als bedrohlicher Gegenspieler Sam Ketchum. Dem Zuschauer werde sofort klar, dass man es nicht mit einem dieser revisionistischen Western zu tun hat, die in den letzten Jahren in Mode gekommen zu sein scheinen: „Der Film spielt im Jahr 1905. Und so sieht er auch, so sehen die Figuren auch aus.“

### Auszeichnungen
Internationale Filmfestspiele von Venedig 2021
- Lobende Erwähnung der Associazione Fanheart3

National Board of Review Awards 2021
- Aufnahme in die Top-Ten-Independentfilme[13]